# Quentin Skinner
Quentin Robert Duthie Skinner (Oldham, 26 de noviembre de 1940) es un historiador intelectual británico, considerado uno de los fundadores de la Escuela de Cambridge de historia del pensamiento político. Ha recibido numerosos premios por su trabajo, incluyendo el Premio de Historia Wolfson en 1979 y el Premio Balzan en 2006. Entre 1996 y 2008 fue catedrático regius de Historia en la Universidad de Cambridge. Actualmente es profesor emérito de Humanidades y codirector del Centro de Estudios de la Historia del Pensamiento Político en la Queen Mary University of London.
Sus aportes son considerados un antecedente del Giro lingüístico, por la revolución historiográfica en el campo de la historia intelectual que significaron, al colocar su proyecto historiográfico en el marco de los usos públicos del lenguaje, al contrario de la escuela de Historia de las ideas, que lo situaba en un marco antropológico.
En 1978, Skinner publicó su primera gran obra: The Foundations of Modern Political Thought.

## Pensamiento
Su propuesta en la historia intelectual apunta al desarrollo no solo de un entendimiento del significado de la literalidad de los textos, sino más bien a la comprensión histórica de estos en la búsqueda de la intencionalidad consciente o no del autor de una obra al escribir lo que escribió.
El texto como objeto de estudio no lo entiende como una unidad autónoma de sentido poseedor de elementos de validez universal independiente de todo contexto histórico —en su mero contenido referencial, su dimensión locutiva—, sino más bien en su dimensión ilocutiva, retomando en ello los aportes de John Langshaw Austin, para definirlo como un acto de habla.
La labor histórico-intelectual debería reconstruir el contexto de las tramas lingüísticas en el que el texto se insertó, las convenciones que limitan las afirmaciones posibles que se pueden realizar en una determinada época, para poder recobrar su sentido intencional, evitando, en los diferentes niveles de estudio de una obra, lo que nombra como «mitologías». Esto es, ficciones anacrónicas no históricas, ya sea en la pretensión de sistematización de un conjunto de obras de un mismo autor como en la reconstrucción de filosofemas particulares.

## Contextualismo y republicanismo
El contextualismo de Skinner le aleja de la interpretación whig de la historia (Duncan Forbes y Peter Laslett), y responde, genéricamente, al declive de la influencia del anglicanismo y la disolución del Imperio británico. Los pensadores políticos no deben comprenderse en relación con la idea whig de progreso, por relación con una trayectoria predeterminada. Hay que entenderlos en relación con sus propias intenciones y en el contexto específico en el que escriben.
El republicanismo de Skinner, que desarrolla a partir de los años ochenta, con Margaret Thatcher en el poder, responde igualmente al estado en que queda Inglaterra tras el fin del Imperio y el fin de la influencia social de la Iglesia anglicana. El republicanismo es una alternativa al mundo victoriano, cuyo fin Skinner prevé.

## Críticas
Michael Freeden le reprocha de no tener en cuenta el hecho de que las ideas no solo se producen, sino que se consumen, y que por tanto hay que reflejar cómo son percibidas. Focalizarse en las intenciones del teórico es restrictivo, ya que este no tiene por qué ser consciente de las implicaciones de su pensamiento.
Enrique Bocardo presenta una argumentación muy elaborada en su ensayo Intenciones, convenciones y contexto sobre las escasas posibilidades de recuperar las intenciones originales del autor a partir de las convenciones lingüísticas que dispone para expresar lo que quiere decir. La asunción principal de la crítica parte de la observación de Strawson de que los actos ilocutivos no están sujetos a convenciones, salvo para un número reducido de expresiones, cuyo sentido carece de relevancia para entender la intención original de los textos históricos. El autor asimismo señala que es importante tener en cuenta los actos perlocucionarios, tampoco sujetos a convenciones y que resultan ser decisivos para explicar qué efectos quería conseguir el autor con el texto que escribió.

## Publicaciones
- The Foundations of Modern Political Thought: Volume I: The Renaissance (Cambridge University Press, 1978)
- The Foundations of Modern Political Thought: Volume II: The Age of Reformation (Cambridge University Press, 1978)
- Machiavelli (Oxford University Press, 1981)
- Reason and Rhetoric in the Philosophy of Hobbes (Cambridge University Press, 1996)
- Liberty before Liberalism (Cambridge University Press, 1998)
- Visions of Politics: Volume I: Regarding Method (Cambridge University Press, 2002) [Trad. esp. Lenguaje, política e historia. (Bernal, Universidad Nacional de Quilmes, 2007)]
- Visions of Politics: Volume II: Renaissance Virtues (Cambridge University Press, 2002) [Trad. esp. parcial  El nacimiento del Estado (Buenos Aires, Gorla, 2002)]
- Visions of Politics: Volume III: Hobbes and Civil Science (Cambridge University Press, 2002).
- L'artiste en philosophie politique (Editions du Seuil, Paris, 2003)
- Hobbes and Republican Liberty (Cambridge University Press, 2008)

Como editor:
- (Co-editor and contributor), Philosophy, Politics and Society: Fourth Series (Basil Blackwell, Oxford, 1972)
- (Co-editor and contributor), Philosophy in History (Cambridge University Press, 1984)
- (Editor and contributor), The Return of Grand Theory in the Human Sciences (Cambridge University Press, 1985)
- (Co-editor and contributor), The Cambridge History of Renaissance Philosophy (Cambridge University Press, 1988)
- (Co-editor), Machiavelli, The Prince (trans. Russell Price) (Cambridge University Press, 1988)
- (Co-editor and contributor), ''Machiavelli and Republicanism (Cambridge University Press, 1990)
- (Co-editor and contributor), Political Discourse in Early-modern Britain (Cambridge University Press, 1993)
- (Co-editor) Milton and Republicanism (Cambridge University Press, 1995)
- (Co-editor and contributor), Republicanism: A Shared European Heritage, Volume I: Republicanism and Constitutionalism in Early Modern Europe (Cambridge University Press, 2002)
- (Co-editor and contributor), Republicanism: A Shared European Heritage, Volume II: The Values of Republicanism in Early Modern Europe (Cambridge University Press, 2002)
- (Co-editor and contributor), States and Citizens: History, Theory, Prospects (Cambridge University Press, 2003)
- (Co-editor), Thomas Hobbes: Writings on Common Law and Hereditary Right (The Clarendon Edition of the Works of Thomas Hobbes, Volume XI) (The Clarendon Press, Oxford, 2005)
- (Co-editor and contributor), Sovereignty in Fragments: The Past, Present and Future of a Contested Concept (Cambridge University Press, 2010)

Entrevistas:
- 1997: ‘An Interview with Quentin Skinner’, Cogito 11, pp. 69–78.
- 2000a: ‘Intervista a Quentin Skinner: Conseguire la libertà promuovere l’uguaglianza’, Il pensiero mazziniano 3, pp. 118–22.
- 2000b: ‘Entrevista: Quentin Skinner’ in As muitas faces da história, ed. Maria Lúcia Pallares-Burke, Brazilia, pp. 307–39. [Trans. in The New History: Confessions and Conversations, ed. Maria Lúcia Pallares-Burke, Cambridge, 2003.]
- 2001: ‘Quentin Skinnerin haastattelu’, Niin & Näin 31, pp. 8–23.
- 2002: ‘Encountering the Past: An Interview with Quentin Skinner’ Finnish Yearbook of Political Thought 6, pp. 32–63.
- 2003: ‘La Libertà Politica ed il Mestiere dello Storico: Intervista a Quentin Skinner’, Teoria Politica 19, pp. 177–85.
- 2006: ‘Historia intelectual y acción política: Una entrevista con Quentin Skinner’, Historia y Política 16, pp. 237–58.
- 2007a: ‘Neither text, nor context: An interview with Quentin Skinner’, Groniek: Historisch Tijdschrift 174, pp. 117–33.
- 2007b: ‘La Historia de mi Historia: Una Entrevista con Quentin Skinner por Enrique Bocardo’, El giro contextual: Cinco ensayos de Quentin Skinner y seis comentarios, ed. Enrique Bocardo Crespo, Madrid, pp. 45–60.
- 2007c: ‘Intellectual History, Liberty and Republicanism: An Interview with Quentin Skinner’, Contributions to the History of Concepts 3, pp. 102–23.
- 2008: ‘Concepts only have histories’, interview with Quentin Skinner by Emmanuelle Tricoire and Jacques Levy, EspacesTemps, document 3692
- 2009a: ‘Making History; The Discipline in Perspective: Interview with Professor Quentin Skinner’, Storia e Politica, 1, pp. 113–34.
- 2009b: ‘Wie frei sind wir wirklich?’ Fragen an Quentin Skinner’, Zeitschrift fűr Ideengeschichte 3, pp. 5–21.
- 2016: 'Ideas in Context: Interview with Quentin Skinner' by Hansong Li, Chicago Journal of History, pp. 119-127, 2016